# Col de Filder
La col de Filder, berza de Filder o col puntiaguda· (Spitzkohl en alemán) es una forma de la variedad de col Brassica oleracea var. capitata L.. Tiene una cabeza casi cónica, con grandes hojas verdes forman un cono suelto. Su estructura y su sabor son suaves, y requiere menos tiempo de cocción que otras variedades.
Por berza, ver Brassica oleracea var. viridis.

## Descripción
Está emparentada con el repollo blanco (Brassica oleracea var. capitata f. alba), de la familia hortícola de las coles.
Tiene hojas tiernas, grandes, entre amarillentas y verde azuladas, que crecen sueltas y en forma cónica.
Su sabor es más discreto y fino que el de la col de Saboya.
Siendo una de las coles más tempranas, se la puede encontrar ya en primavera en las tiendas en Alemania. Cuando se la recolecta más tarde la denominan 'Col de verano' (Sommerkohl).

## FilderkrautoFilderspitzkraut

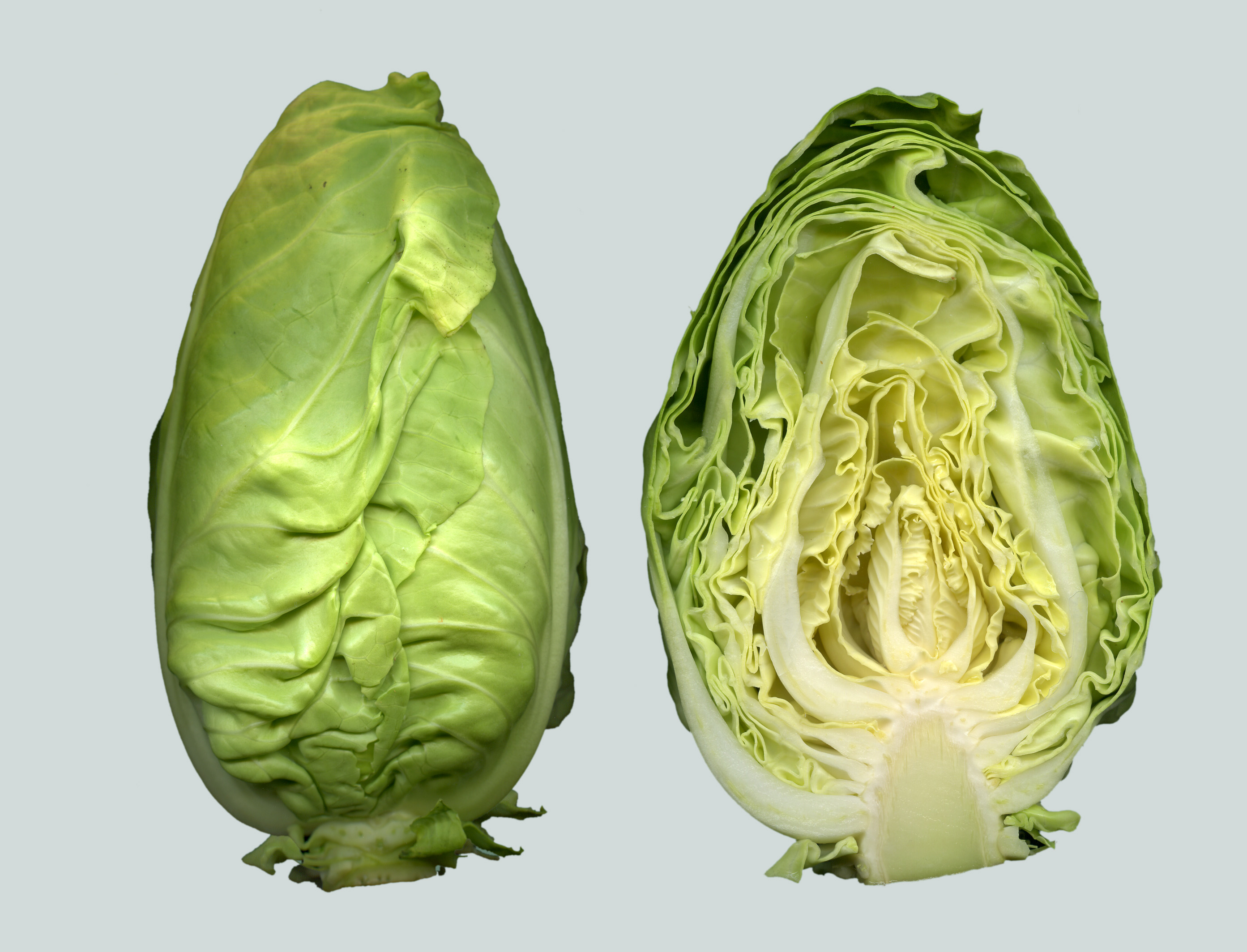
Col cultivada en la región de Filder

Son las denominaciones alemanas de la col de Filder que tiene reconocida la Indicación Geográfica Protegida por la Unión Europea. Se cultiva en los Fildern, una fértil llanura cerca de Stuttgart y es una variante de la col puntiaguda. Tiene hojas más sustanciosas. La cabeza pesa a menudo más de 8 kg, por un tamaño de hasta 50 cm.
Se utiliza para la elaboración de chucrut (Sauerkraut en alemán), un tipo de col fermentada.
Su cultivo está en declive, pues el repollo, con su cabeza redonda permite ser trabajada mejor con maquinaria.
Se puede utilizar junto con la col de Saboya o el repollo.
Debido a la estructura más tierna de las hojas, se debe cocer a fuego lento y poco tiempo.
También se puede usar en ensaladas y para alimentación con productos crudos.
Hay pocos fabricantes comerciales de chucrut elaborado a base de Berza de Filder.
La col de Filder (Brassica oleracea var. capitata for. alba subv. conica), es recomendada en Alemania en el ámbito del Slow Food.